# 일원로
일원로(逸院路, Irwon-ro)는 서울특별시 강남구 일원동 대청역에서 서울로봇고등학교까지를 잇는 도로이다. 도로명은 도로가 위치한 일원동에서 유래하였다.

## 주요 경유지
서울특별시
- 강남구 (일원동)

## 같이 보기
- 일원동